# 정한 (가수)
정한(본명: 윤정한, 한국 한자: 尹淨漢, 1995년 10월 4일 ~ )은 대한민국의 보이 그룹 세븐틴의 서브보컬을 맡고 있다

## 학력
- 서울우이초등학교 (전학)
- 향남초등학교 (졸업)
- 향남중학교 (졸업)
- 향남고등학교 (졸업)
- 동아방송예술대학교 광고제작과 (중퇴)
- 한양대학교 미래인재교육원 실용음악과 (졸업)
- 안양대학교 일반대학원 (경영학 통합과정 / 재학)

## 생애
정한은 1995년 10월 4일 대한민국 서울특별시 강북구 미아동에서 1남 1녀 중 첫째로 태어났으며, 11살부터 경기도 화성시 향남읍에서 자랐다.
2013년 지하철역에서 플레디스 엔터테인먼트 관계자에 캐스팅을 받아 플레디스에 입사했다.
2년간에 연습생 생활을 한 뒤 2015년에 세븐틴으로 데뷔했다.

## 개인 생활

### 병역
정한은 2024년 9월 26일 군에 입대했으며, 사회복무요원으로 대체복무를 하고 있다.
2026년 6월 25일 전역한다

## 가수 외 활동

### 방송
- 2016년 MBC 《듀엣가요제》 - 패널
- 2016년 MBC 《마이 리틀 텔레비전》 - 출연자
- 2016년 MBC MUSIC 《쇼 챔피언》 - MC
- 2016년 KBS2 《대국민 토크쇼 안녕하세요》
- 2023년 유튜브 《나영석의 와글와글》- 게스트
- 2024년 유튜브 《소통의 神》- 게스트

### 라디오
- 2015년 KBS Cool FM 《케이팝플래닛》 - DJ

### 뮤직비디오
- 2015년 - 팬텀 키겐 〈다시보기 (Feat. 진실 of 매드소울차일드, 한해 of 팬텀)〉

## 같이 보기
- 세븐틴